# Prueba de acceso a la abogacía
La prueba de acceso a la abogacía, examen de acceso a la abogacía, prueba de acceso o examen de acceso (oficialmente, «prueba de evaluación de la aptitud profesional para el ejercicio de la profesión de la abogacía») es un examen público en España para la admisión al ejercicio de la abogacía y la obtención de la licencia de abogado.
Tras aprobar el examen, el candidato obtiene el «título de abogado» (licencia de abogado) y puede ejercer la abogacía en toda España.
La prueba de acceso a la abogacía es convocada y llevada a cabo por el Ministerio de Justicia. Es un examen único para todo el territorio de España y para todos los aspirantes a abogados de todo el país. El examen se desarrolla el mismo día a la misma hora en todo el territorio. Hay una veintena de centros examinadores en toda España. El examen se convoca anualmente (una vez al año), salvo la convocatoria extraordinaria (cerrada únicamente para los no aptos).
La primera vez que se llevó a cabo la prueba de acceso fue en 2014. La prueba de acceso se ha denominado el "MIR de los abogados" por su similitud con el examen MIR al que se enfrentan los médicos.

## Objetivo
La prueba de acceso a la abogacía es un examen público de evaluación de la aptitud profesional que realiza una vez al año el Ministerio de Justicia de España para los titulados en derecho que deseen iniciar el ejercicio de la profesión de abogado. El examen se lleva a cabo para evaluar el nivel básico de conocimiento del candidato y establecer un punto de referencia mínimo para comenzar a ejercer la abogacía, además de evaluar las habilidades analíticas del candidato. Después de aprobar el examen de la abogacía, el candidato obtiene el «título de abogado» (licencia de abogado) expedido por el Ministerio de Justicia de España.

## Candidatos
Para ser candidatos al examen, para ser admitidos, los solicitantes deben cumplir con los siguientes requisitos: tener el grado en derecho (4 años), tener el máster en abogacía (2 años) y haber realizado una pasantía jurídica en un despacho de abogados (6 meses). Una vez que el candidato tenga los títulos oficiales (certificado) de grado y máster y haya realizado las prácticas jurídicas, podrá inscribirse al examen.
Además de lo anterior, el candidato deberá ser mayor de edad y no estar inhabilitado para el ejercicio de la abogacía por sentencia judicial.

## Antecedentes
Desde la entrada en vigor de la Ley 34/2006, de 30 de octubre, sobre el acceso a las profesiones de Abogado y Procurador de los Tribunales y la aprobación de su reglamento en virtud del Real Decreto 775/2011, de 3 de junio, por el que se aprueba el Reglamento de la Ley 34/2006, de 30 de octubre, sobre el acceso a las profesiones de Abogado y Procurador de los Tribunales, se modificó el sistema de acceso a la profesión de abogado.
El Real Decreto 775/2011, de 3 de junio, estableció que (artículo 17) "la prueba será escrita y constará de dos partes que se realizarán en el mismo día. El primer ejercicio consistirá en una prueba objetiva de contestaciones o respuestas múltiples. El segundo ejercicio de la evaluación consistirá en resolver un caso práctico previamente elegido por el aspirante entre varias alternativas".
La prueba de acceso se desarrolló con la Resolución de 7 de septiembre de 2012, de la Dirección General de Relaciones con la Administración de Justicia, que estableció todo el contenido de la prueba.
En el artículo 8 de la Resolución se establecía que la prueba de aptitud constaría de dos fases:
- La primera fase consistirá en la resolución, por escrito y en castellano, de un caso práctico, a escoger entre aquéllos que proponga la Comisión de Evaluación. La Comisión de Evaluación elegirá de entre dichas materias aquellos temas que por su contenido esencialmente práctico hayan de ser objeto de la prueba, pudiendo optar por la selección de supuestos y casos prácticos distintos en función del número de solicitantes y de la formación por ellos acreditada. Para la resolución del caso práctico los aspirantes dispondrán de un tiempo máximo de seis horas.
- La segunda fase consistirá en la lectura del ejercicio realizado, ante la Comisión de Evaluación, que podrá abrir un turno de preguntas sobre el objeto de la prueba, así como acerca de la Organización Judicial Española y la Deontología Profesional, durante un período máximo de quince minutos.

## Modelo y contenidos de la prueba
El Real Decreto 150/2014, de 7 de marzo, modificó el artículo 17, modificando el modelo del examen. El Real Decreto 150/2014 estableció que la prueba de estado consistiría "en una prueba escrita objetiva de contenido teórico-práctico con contestaciones o respuestas múltiples".
El modelo actual establecido en 2014 consta de una prueba de evaluación que tiene una duración total de 4 horas y consiste en:
- 50 preguntas sobre «Materias comunes al ejercicio de la profesión de abogado».
- 25 preguntas sobre «Materias específicas» según la especialidad jurídica (civil, penal, administrativo y laboral)
- Además, el cuestionario incluye seis preguntas de reserva para el apartado «Materias comunes ejercicio de la profesión de abogado» y dos por cada especialidad jurídica del apartado «Materias específicas».

Las especialidades a elegir en la prueba de acceso son cuatro:
- Derecho civil y mercantil (y procesal civil)
- Derecho penal (y procesal penal)
- Derecho administrativo, público y tributario (y procesal administrativo)
- Derecho laboral (y procesal laboral o social)

## Controversias
La abogacía pidió hace muchos años un examen para regular el acceso a la abogacía por el gran número de profesionales de la abogacía que había, pero muchos se han tomado este "MIR de los abogados" como una criba que limita las posibilidades de ejercer.
En 2017 ante muchas quejas de diferentes colectivos de la abogacía tachando el examen de "fácil", el Ministro de Justicia Rafael Catalá endureció el examen, pero aun así no contentó a la abogacía y el ministro dijo que tomaría medidas y subiría el grado de dificultad. Ese año 2017 hubo 5.400 aspirantes al EACA.
Otra polémica surgió por el lugar y el idioma de realización de las pruebas. Al principio, el examen sólo se podía realizar en Madrid y en castellano. Los residentes que vivían lejos y/o que estudiaron la formación jurídica en alguno de los idiomas cooficiales se quejaron, por lo que se habilitaron otras sedes para hacer las pruebas.
Debido al alto porcentaje de personas que se presentan y aprueban el examen (en la convocatoria de marzo de 2018 aprobó el examen un 77,6% de los aspirantes, pero fueron aptos para ejercer el 97,3%, dado que es una nota ponderada), la abogacía interpuso varias quejas y está actualmente negociando una nueva prueba de acceso más dura con el Ministerio de Justicia. El nuevo modelo de examen de acceso a la abogacía que se está negociando también unirá el acceso a la abogacía y a la procura (siendo el mismo para ambas profesiones), pero aun no se ha aprobado.

## Datos oficiales de la prueba de acceso
| Año  | Solicitudes tot. | Aspirantes (can. admitidos) | Fecha                 | Tasa de aprobados | Ref.                 |
| ---- | ---------------- | --------------------------- | --------------------- | ----------------- | -------------------- |
| 2014 |                  |                             | 28 de junio de 2014   |                   | [ 22 ] [ 4 ] [ 23 ]  |
| 2015 |                  | 1500                        | 30 de mayo de 2015    |                   | [ 24 ] [ 25 ] [ 26 ] |
| 2016 |                  | 3913                        | 27 de febrero de 2016 | 80,02%            | [ 27 ]               |
| 2017 |                  | 5409                        | 25 de febrero de 2017 |                   | [ 28 ] [ 29 ]        |
| 2018 |                  | 5932                        | 3 de marzo de 2018    | 77,6%             | [ 30 ] [ 31 ]        |
| 2019 |                  | 6217                        | 6 de abril de 2019    | 80,1%             | [ 32 ] [ 33 ]        |
| 2020 |                  | 6553                        | 4 de julio de 2020    |                   |                      |
| 2021 |                  | 6417                        | 5 de junio de 2021    |                   | [ 35 ]               |
| 2022 |                  | 6731                        | 23 de junio de 2022   |                   | [ 36 ]               |
| 2023 |                  | 6647                        | 23 de junio de 2023   |                   | [ 37 ]               |
| 2024 |                  | 6443                        | 28 de junio de 2024   |                   | [ 38 ]               |

## Legislación
- Ley 34/2006, de 30 de octubre, sobre el acceso a las profesiones de Abogado y Procurador de los Tribunales.
- Real Decreto 775/2011, de 3 de junio, por el que se aprueba el Reglamento de la Ley 34/2006, de 30 de octubre, sobre el acceso a las profesiones de Abogado y Procurador de los Tribunales.
- Real Decreto 150/2014, de 7 de marzo, por el que se modifica el Reglamento de la Ley 34/2006, de 30 de octubre, sobre el acceso a las profesiones de Abogado y Procurador de los Tribunales, aprobado por el Real Decreto 775/2011, de 3 de junio.
- Resolución de 7 de septiembre de 2012, de la Dirección General de Relaciones con la Administración de Justicia, por la que se convocan las pruebas de aptitud para acceder al ejercicio de la profesión de Abogado en España por parte de ciudadanos de la Unión Europea y otros Estados parte en el Acuerdo sobre el Espacio Económico Europeo.
- Ley 15/2021, de 23 de octubre, por la que se modifica la Ley 34/2006, de 30 de octubre, sobre el acceso a las profesiones de Abogado y Procurador de los Tribunales.
- Real Decreto 64/2023, de 8 de febrero, por el que se aprueba el Reglamento de la Ley 34/2006, de 30 de octubre, sobre el acceso a las profesiones de la Abogacía y la Procura.